# فرانک وویکف
فرانک وویکف (به انگلیسی: Frank Wykoff) ورزشکار مرد رشتهٔ دو و میدانی اهل ایالات متحده آمریکا است. وی در بین سال‌های ‎۱۹۲۸ تا ۱۹۳۶ میلادی در مسابقات بازی‌های المپیک تابستانی در مجموع ۳ مدال طلا را کسب کرد.